# Lucas 1

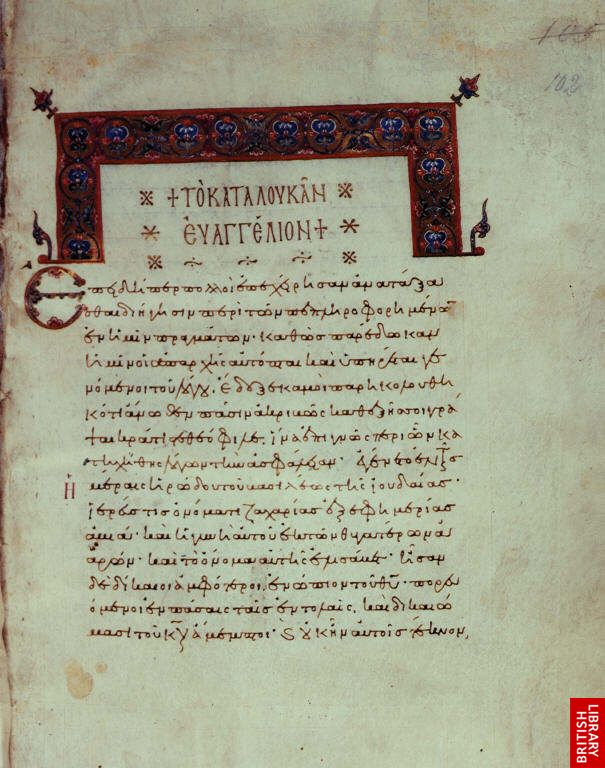
El comienzo del Evangelio de Lucas (capítulo 1:1-7a), folio 102 en Minúscula 481, realizado en el.

Lucas 1 es el primer capítulo del Evangelio de Lucas del Nuevo Testamento de la Biblia cristiana. Biblia. Con 80 versículos, es uno de los capítulos más largos del Nuevo Testamento. Este capítulo describe el nacimiento de Juan el Bautista y los acontecimientos que condujeron al nacimiento de Jesús. Dos cánticos, el cántico de María (el Magnificat) y el Cántico de Zacarías Benedictus, están ambos contenidos en este capítulo. El autor de Lucas nombra a su destinatario, Teófilo, que muy probablemente sea una persona real (pero desconocida), pero el término podría significar simplemente un compañero creyente, ya que theo philus es en griego para [[Dios] amante, «el que ama a Dios». La tradición cristiana primitiva afirma uniformemente que Lucas compuso este Evangelio así como los Hechos de los Apóstoles, el volumen compañero de Lucas, que se dirige a Teófilo de la misma manera. El título «El Evangelio de Lucas», que se encuentra en muchas Biblias y en algunos manuscritos, se añadió posteriormente sin indicación de que originalmente formara parte del texto.

## Texto
.

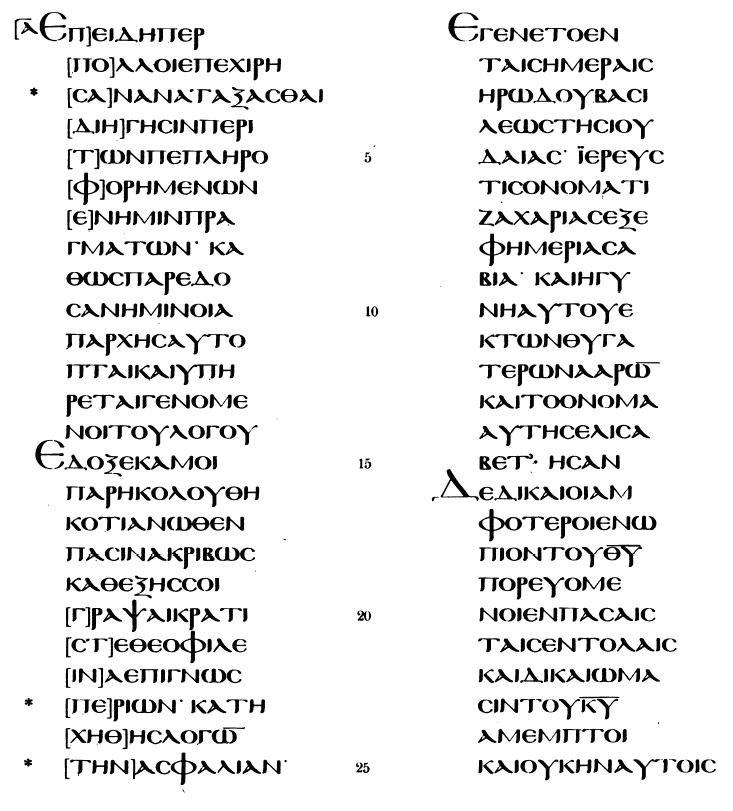
Lucas 1:1-7 en Codex Nitriensis (c. 550), edición de Tischendorf

El texto original estaba escrito en griego koiné. Este capítulo está dividido en 80 Versículos.

### Testigos textuales
Algunos manuscritos antiguos que contienen el texto de este capítulo son:
- Papiro 4 (150-175 d. C.; Versículos existentes: 58-59; 62-80)[6]
- Papiro 75 (175-225)
- Códice Vaticano (325-350; completo)
- Codex Sinaiticus (330-360)
- Codex Bezae (~400)
- Codex Washingtonianus (~400)
- Codex Alexandrinus (400-440)
- Codex Ephraemi Rescriptus (~450; Versículos existentes 3-80)
- Papiro 42 (siglos VI-VII; existen los versículos 54-55 en griego; 46-51 en copto)
- Minúscula 481 (siglo X)

## Los padres de Juan el Bautista (1:5-25)

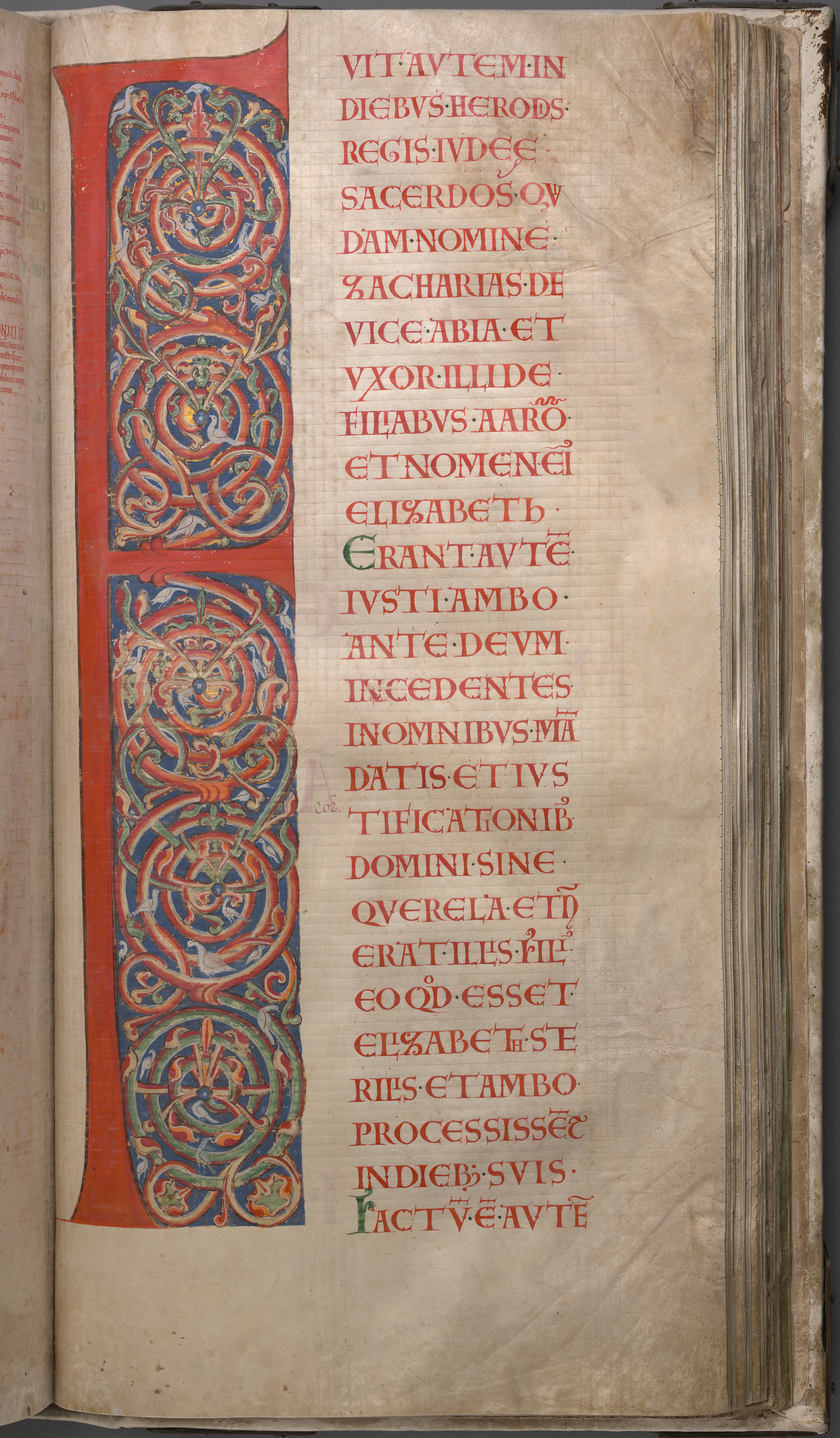
El texto latino de Lucas 1:5-8 en el Codex Gigas

## La anunciación (1:26-38)

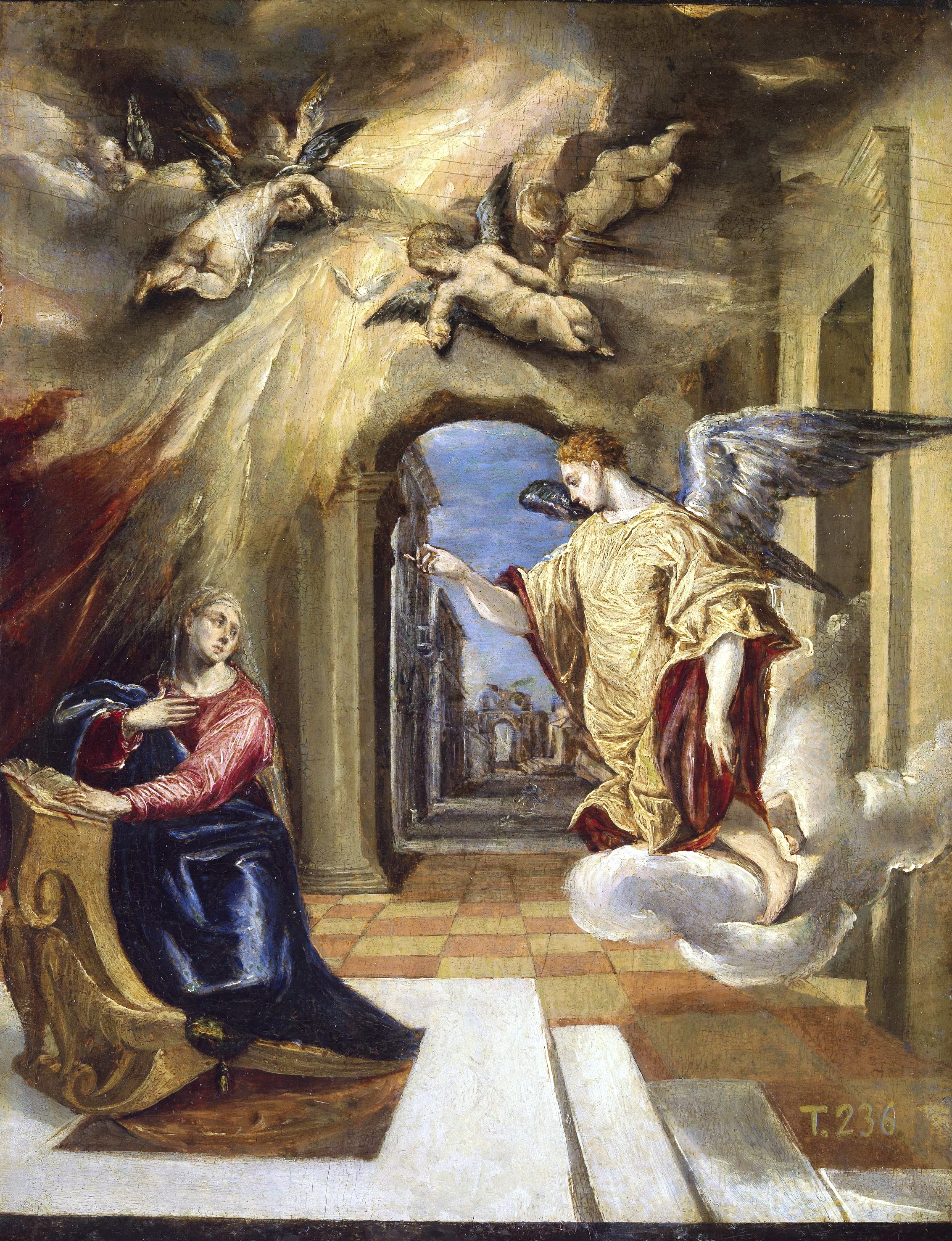
La Anunciación, de El Greco (terminado en 1575)